# СП-4 (патрон)
СП-4 (7,62×41,5; иногда СП.4) — советский бесшумный патрон замкнутого типа, разработанный для пистолета ПСС «Вул».

## История
В конце 1970-х годов началась разработка нового бесшумного пистолетного комплекса. Главным отличием от предыдущих образцов было то, что новый пистолет должен был быть самозарядным.
В результате в ЦНИИточмаш создан пистолет ПСС
(конструкторы В. Левченко и Ю. Крылов) и патрон СП-4 калибра 7,62х41,5 (ведущий конструктор — Виктор Петров, технолог Е. С. Корнилова). Новый комплекс принят на вооружение КГБ и ГРУ в 1983 году.

## Описание
Бесфланцевая гильза СП-4 полностью скрывает пулю цилиндрической формы, которая не выступает за передний срез гильзы. За пулей находится поршень без удлиненного толкателя, далее — пороховой заряд и капсюль в дне гильзы.
При выстреле поршень воздействует на пулю вплоть до её выхода из гильзы, но целиком заклинивается в дульце, не выдвигаясь дальше. После выстрела гильза автоматически извлекается из патронника и удаляется из оружия при движении затвора назад под действием отдачи, как гильза обычного патрона.
Пуля представляет собой сплошной цилиндр легированной стали, имеет  латунный  ведущий поясок в головной части и в снаряженном состоянии полностью утоплена в гильзе патрона (заподлицо со срезом дульца гильзы).
За счет того, что поверхность пули механически не взаимодействует с внутренней поверхностью канала ствола — в нарезы врезается только ведущий поясок, расположенный в головной части пули, — нет необходимости в проталкивании пули по всей длине ствола пистолета. Достаточно, чтобы ведущий поясок прошел нарезную часть ствола. Донная часть пули при этом доводится поршнем до дульца гильзы.
Патрон разработан для использования в бесшумном оружии, особенность конструкции заключается в отсечке пороховых газов внутри гильзы. Пулю толкает  алюминиевый  поршень в гильзе, который  частично  деформируясь  смягчает  удар,  упираясь  в сужение  дульца  и  запирая  газы  внутри. После выстрела гильза травмоопасна, так как в ней остаются пороховые газы под высоким давлением до 100 МПа (обычно стравливаются в течение 20—30 минут, но иногда гильзы могут оставаться под давлением до полугода).
Патрон обеспечивает пробивание стального листа толщиной 2 мм на дальности до 25 метров. На этой же дальности армейский шлем СШ-68 пробивается насквозь.
Своим необычным внешним видом патрон СП-4 вызывал удивление даже у военных профессионалов. Например, министр обороны СССР маршал Сергей Соколов, впервые увидев патрон СП-4 негромко заметил: «Может быть, я ошибаюсь, но, по-моему, конструктор забыл положить туда пулю».